# 蕭恪
蕭恪（5世紀—552年10月18日），字敬则，梁武帝萧衍弟弟南平元襄王萧伟的世子。袭封南平王。

## 生平
萧恪弘雅有风度，姿容端丽。位雍州刺史。年少未精通政务，委托给属下，百姓每次反映情况，多处使钱，萧恪方得知晓。宾客有江仲举、蔡薳、王台卿、庾仲容四人，都被接遇，还有很多积蓄。民间有歌：“江千万，蔡五百，王新车，庾大宅。”梁武帝知道后说：“主人愦愦不如客。”以庐陵王萧续代替他为刺史。萧恪还见皇帝，武帝以民间歌谣告诉他，萧恪大惭，不敢说话。后萧恪折节学问，以善政为人称道。
太清年间，担任郢州刺史。侯景之乱，邵陵王蕭綸到郢州，萧恪郊迎，让位给他，邵陵王不受。王僧辩至郢州，萧恪归附荆州刺史萧绎（梁元帝）。梁元帝以萧恪为尚书令、司空。侯景被平定，萧恪为扬州刺史。当时梁元帝未迁都回建康，以萧恪宗室的令誉，先派他归京，镇社稷。大宝三年，萧恪薨逝于长沙，没有来得及到建康。赠太尉，谥号靖节。

## 儿子
- 萧翼，领军将军、荆州尹、司徒公、金紫光禄大夫、开府仪同三司、南平王。萧翼女萧饰性（544年—611年4月11日），字脩容，嫁隋炀帝萧皇后堂舅隋朝朝散大夫张盈[2].

## 资料来源
- 《南史》卷52 列传第42

| 政府职务      | 政府职务              | 政府职务                                |
| ------------- | --------------------- | --------------------------------------- |
| 前任： 蕭會理 | 南梁司空 551年－552年 | 空缺下一位持有相同頭銜者：陳霸先        |
| 前任： 蕭會理 | 南梁司空 551年－552年 | 空缺下一位持有相同頭銜者：華皎 後梁司空 |

1. ↑  《梁書·元帝紀》：九月甲戌，司空、鎮東將軍、揚州刺史南平王恪薨。
2. ↑  赵君平，赵文成编. . 北京: 北京图书馆出版社. 2012: 116–117. ISBN 978-7-5013-4465-9 （中文（繁體））.